# ماليزيا في دورة الألعاب الآسيوية 1974
تَنَافَسَتْ ماليزيا في دورة الألعاب الآسيوية 1974 التي عُقِدت في طهران بإيران من 1 إلى 16 سبتمبر 1974. فاز الرياضيون المَاليزيون بخمسة ميداليات واحتلُّوا المركز السَّابع عشر في جدول الميداليات.

## مَراجع
1. ↑  "Overall medal standings – Tehran 1974". Olympic Council of Asia. ocasia.org. مؤرشف من الأصل في 2014-10-06. اطلع عليه بتاريخ 2014-08-10.